# Rhinusa melas
Rhinusa melas är en skalbaggsart som först beskrevs av Karl Henrik Boheman 1838.  Rhinusa melas ingår i släktet Rhinusa, och familjen vivlar. Arten är reproducerande i Sverige.